# 古蹟保存規則
古蹟保存規則（こせきほぞんきそく）は、関東州に点在する古跡を保存することを目的とした日本の法令である。本令は、1916年（大正12年）12月2日に公布及び施行され、1945年（昭和20年）8月14日以降に実質的な効力を喪失し、1952年（昭和27年）4月28日をもって形式的に失効した。

## 沿革
本項は、当時の世界情勢を交えつつ、本令制定の背景から制定後の状況までについて記載する。なお、当時の法制度が現在の価値観とは相反する部分もあることを留意する必要がある。

### 制定前

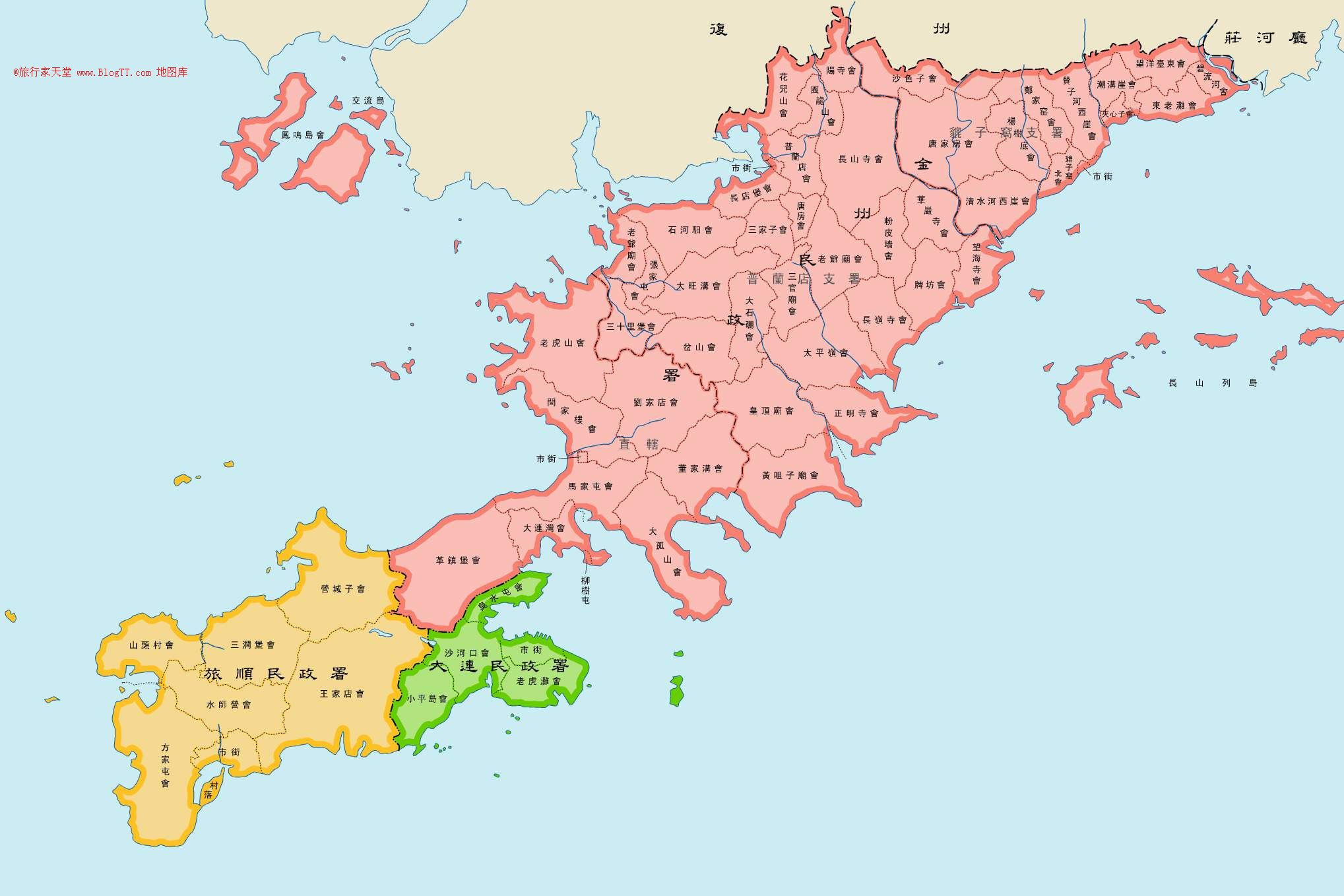
関東州（当時）の行政区画図

関東州は、ユーラシア大陸の遼東半島先端部の地域（現在の中華人民共和国大連市西崗区、中山区、沙河口区、甘井子区、旅順口区及び長海県並びに金州区、普蘭店区及び瓦房店市の一部）を指し、1898年に清からロシア帝国に25年の期限で租借していた地域であった。関東州は、日露戦争の激戦地となり、1905年（明治38年）のポーツマス条約及び満州善後条約により同国から同地域の租借権が移譲され、租借地として日本の統治下におかれることとなった。同地域は、1906年（明治39年）に大日本帝国軍による占領統治から関東都督府による統治に移行し、外地として内地とは異なる法体系が適用されることとなった。
一方で、本令に公布以前の内地では、明治末期の鉄道・道路等による国土開発の進行に伴い、史跡・名勝等の保護が政策課題として取り上げられつつあった。これらを保護する政策としては、宮内省諸陵寮における陵墓管理並びに文部省宗教局における古社寺の建造物及び宝物の保護並びに名所及び旧跡の保存が存在したが、いずれも間接的又は部分的なものに止まっていた。本令の公布以前の関東州では、文化財保護に関する法整備は進んでおらず、歴史的又は美術的価値を有する古跡の破壊や盗掘を食い止めることができない状況であった。

### 制定

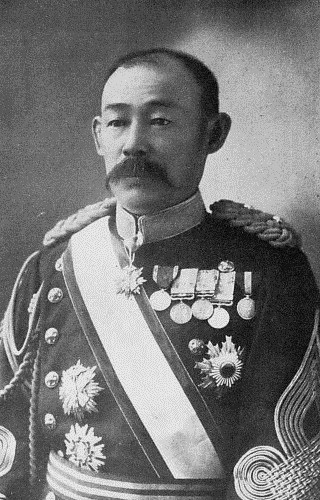
中村覚 関東都督

上記背景から、貴重な古跡の保存が必要であると認めた関東都督の中村覚陸軍中将は、関東都督府官制（明治39年勅令第196号）第7条の規定に基づき1916年12月2日に本令を発し、関東都督府公布式（明治39年関東都督府令第1号）第1条及び第2条の規定に基づき関東都督府府報に掲載の上同日付で公布し、本令第1条により本令は同日付で施行された。古跡の保存を目的とした法整備としては朝鮮に次に早く、内地においては1919年（大正8年）に公布された史蹟名勝天然紀念物保存法（大正8年法律第44号）を待たねばならなかった。

### 制定後

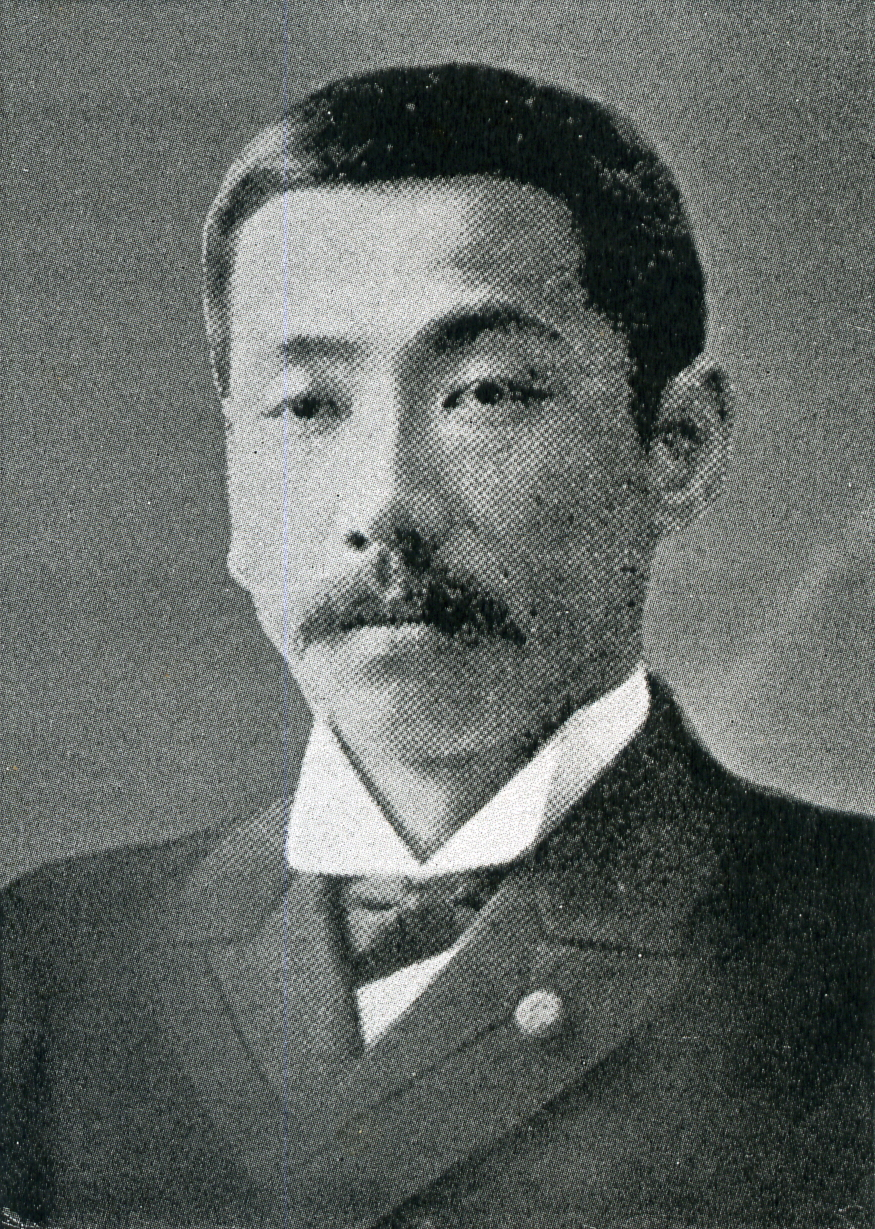
木下謙次郎 関東長官

本令施行と同日付で、本令第3条の規定により、計13件の古蹟が関東都督の中村覚により指定された。翌年1917年（大正6年）2月28日には関東都督の中村覚により1件削除され計12件に、1927年（昭和2年）に関東長官の木下謙次郎により2件追加され、計14件となった。
本令については、当初関東都督府が所管していたが、1919年に関東都督府が廃止され、軍政部門は関東軍に民政部門は関東庁にそれぞれ移行されたことに伴い、本令第3条に係る事務については、後者に引き継がれることになった。1934年（昭和9年）に関東庁は在満州国日本大使館関東局と地方行政機関である関東州庁に改組され、本令第3条に係る事務については前者に引き継がれることとなった。
日本はロシア帝国から租借権を承継する形で清から関東州を租借していたが、清が崩壊し中華民国が建国されると、99年間の期限延長の上で同国から租借する形で引き続き日本の統治が行われることとなった。満州国が建国されると、同国から租借する形で引き続き日本の統治下におかれた。
1945年（昭和20年）8月9日にソビエト連邦軍は、日本に対して宣戦を布告し、満州国に侵攻した。同年8月14日に日本が連合国 (第二次世界大戦)に対してポツダム宣言の受諾を宣言し、同月ソビエト連邦軍が関東州全土を占領したことで、関東州における日本の統治は事実上終焉し、本令も実質的な効力を失った。1946年（昭和21年）1月29日に、関東州及びその政府職員等に対して、政治上又は行政上の権力を行使すること及び行使しようと企てることを総て停止するよう、連合国軍最高司令官総司令部が日本国政府に指令したことにより、本令の施行が形式的に停止された。更に1952年（昭和27年）4月28日に日本国との平和条約（昭和27年条約第5号）が発効し、同条約第10条の規定により、正式に関東州の租借権を放棄した。これをもって本令は形式的にも失効したこととなった。

## 解説

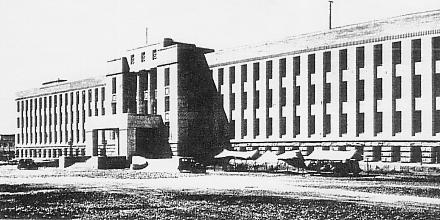
関東都督府庁舎、関東庁庁舎

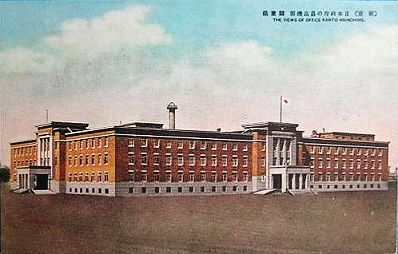
関東局庁舎

関東都督府令は関東都督の職権又は特別の委任によって発令されるが、本令は、特段勅令その他の法令による委任を受けているものではないため、関東都督の職権である「関東州ヲ管轄」するによって発令されたものとなる。本令は、施行から失効までの期間に改正は一度も行われなかったが、一部の規定については、所管行政機関の変更に伴う立法技術上の読替が適用されることとなった。本令は4条の本則と附則によって構成されており、それぞれの逐条的な解説は以下のとおりである。
第1条は、本令にて使用される「古蹟」を定義した条文である。本条では、本令において「古蹟」とは、貝塚、石器、土器及び骨器類を包有する先史遺跡、古墳、城寨、烽燧等の遺址を指すと定義された。
第2条は、「古蹟」を発見した者に対する義務を規定した条文である。本条では、「古蹟」に該当するものを発見した者は、発見地を所轄する警察官署に届け出ることとされた。
第3条は、保存すべき「古蹟」について規定した条文である。本条では、関東都督が「古蹟」の中でも保存する必要があると認められたものを指定することとされた。1919年4月12日以降は、大正8年関東庁令第3号（関東庁管内ニ於ケル諸般ノ成規中関東都督府又ハ当府トアルハ関東庁、関東都督又ハ都督トアルハ関東長官、民政長官トアルハ事務総長、警務総長トアルハ民政部長、関東都督府府報又ハ府報トアルハ関東庁庁報トス）本則の規定により、本条の規定中「関東都督」は「関東長官」と読み替えて適用されることとされた。1934年12月26日以降は、昭和9年関東局令第3号（関東局管内諸般の成規中別ニ定ムルモノノ外関東庁ハ関東局トス等ノ件）本則の規定により、大正8年関東庁令第3号本則の規定中「関東長官」は「満洲国駐箚特命全権大使」と読み替えられることとなった。これにより、本条の規定中「関東都督」は「満洲国駐箚特命全権大使」と読み替えて適用されることとされた。
第4条は、本令に関する刑罰を規定した条文である。本条では、3条の規定により指定された「古蹟」を、発掘もしくは変更し又はその異物を収得した者について、200円以下の罰金又は科料に処すこととされた。本令より先に朝鮮で施行された古蹟及遺物保存規則（大正5年朝鮮総督府令第52号）の規定でも、同類の違反を犯した者に対し、同じ刑罰とされた一方で、内地で施行された史蹟名勝天然紀念物保存法の規定では、六月以内の禁錮又は拘留が加えられ、罰金の上限は100円に引き下げられていた。また、古蹟及遺物保存規則及び史蹟名勝天然紀念物保存法の規定では、朝鮮総督又は地方長官の許可を受けることで、現状の変更等を行えられることとされたが、本令においてそのような規定は存在しなかった。
附則は、本令の施行期日について規定した条文である。本令は公布の日と同日付で施行されることとされた。通常附則には、施行期日に関する事項、経過措置に関する事項、本令を施行する上で技術上必要な改正（いわゆるハネ改正）に関する事項等が規定されるが、本令については、過去に同主旨の法令は存在せず、他の法令に影響するものではないため、施行期日に関する事項のみが規定された。

## 指定古蹟
本令第3条の規定に基づき指定された古蹟は以下のとおり。順序については告示に従った。指定古蹟のうち家屋については課税が免除された。指定古蹟のうちいくつかは、『東方考古学叢刊』において調査報告が掲載されている。また土器等の遺品の一部は、発掘後、旅順博物館に保管された。
| 場所       | 指定名称               | 指定告示                     | 備考                                                     |
| ---------- | ---------------------- | ---------------------------- | -------------------------------------------------------- |
| 方家屯会   | 牧羊城遺蹟             | 大正5年関東都督府告示第191号 |                                                          |
| 方家屯会   | 刁家屯甎瓦古墳         | 大正5年関東都督府告示第191号 | 大正6年関東都督府告示第37号により1916年12月2日付けで削除 |
| 方家屯会   | 羊頭窪貝塚             | 大正5年関東都督府告示第191号 |                                                          |
| 山頭会     | 大台山貝塚             | 大正5年関東都督府告示第191号 |                                                          |
| 王家屯会   | 大孤山先史遺蹟         | 大正5年関東都督府告示第191号 |                                                          |
| 営城子会   | 前牧城                 | 大正5年関東都督府告示第191号 |                                                          |
| 営城子会   | 前牧城附近山古墳       | 大正5年関東都督府告示第191号 |                                                          |
| 大連湾会   | 柳樹屯稲荷神社境内貝塚 | 昭和2年関東庁告示第163号     | 追加                                                     |
| 南山会     | 金州城                 | 大正5年関東都督府告示第191号 |                                                          |
| 普蘭店会   | 孛蘭舗城               | 大正5年関東都督府告示第191号 |                                                          |
| 普蘭店会   | 餑餑山古墳             | 大正5年関東都督府告示第191号 |                                                          |
| 二十里堡会 | 十三里台烽燧           | 大正5年関東都督府告示第191号 |                                                          |
| 石河馹会   | 南山烽燧               | 大正5年関東都督府告示第191号 |                                                          |
| 三十里堡会 | 三十里堡屯烽燧         | 大正5年関東都督府告示第191号 |                                                          |
| 碧流河会   | 火神廟屯貝塚           | 昭和2年関東庁告示第163号     | 追加                                                     |